# Loucrup
Loucrup é uma comuna francesa na região administrativa de Occitânia, no departamento dos Altos Pirenéus. Estende-se por uma área de 3,62 km². Em 2010 a comuna tinha 238 habitantes (densidade: 65,7 hab./km²).